# 861.
◄ | 8. stoljeće | 9. stoljeće | 10. stoljeće | ►
◄ | 830-ih | 840-ih | 850-ih | 860-ih | 870-ih | 880-ih | 890-ih | ►
◄◄ | ◄ | 858. | 859. | 860. | 861. | 862. | 863. | 864. | ► | ►►
Astronomija • Književnost • Kršćanstvo • Pravo • Promet

## Događaji
- Karlo II., zapadnofranački kralj imenuje Roberta Snažnog za markgrofa Neustrije.

## Vanjske poveznice
|  | Zajednički poslužitelj ima još gradiva o temi 861. |